# 8-а армия (Германия)
8-а армия (на немски: 8. Armee) е полева армия, участваща в Първата и Втората световна война.

## Първа световна война
В стартовата фаза на войната армията е разположена на Източна Прусия за отбрана срещу очакваната съветска атака, според План XIX. След битката при Гумбинен обаче армията, командвана от Максимилиан фон Притвиц, прави отстъпление. Този ход води до снемането му от командване на армията, като ръководството поема фелдмаршал Паул фон Хинденбург заедно с Ерих Лудендорф като началник-щаб на армията.
Вследствие на новите промени в командната част армията е отговорна за победите при Таненбергското сражение и битката при Мазурските езера.

### Командири
- Генерал-полковник Максимилиан фон Притвиц (2 август 1914 – 22 август 1914)
- Генерал от пехотата Паул фон Хинденбург (22 август 1914 – 18 септември 1914)
- Генерал от артилерията Рихард фон Шуберт (18 септември 1914 – 8 октомври 1914)
- Генерал от пехотата Херман фон Франсоа (8 октомври 1914 – 7 ноември 1914)
- Генерал от пехотата Ото фон Белов (7 ноември 1914 – 26 май 1915)
- Генерал от артилерията Фридрих фон Шолц (26 май 1915 – 28 септември 1915)

8-а армия е разформирована и преименувана на „Неманска армия“ (под началството на Ото фон Белов) до 30 декември 1915, след което формирана отново.
- Генерал от пехотата Ото фон Белов (30 декември 1915 – 3 октомври 1916)
- Генерал от пехотата Макс фон Фабек (3 октомври 1916 – 22 октомври 1916)
- Генерал от пехотата Бруно фон Мудра (22 октомври 1916 – 2 януари 1917)
- Генерал от артилерията Фридрих фон Шолц (2 януари 1917 – 22 април 1917)
- Генерал от пехотата Оскар фон Хутиер (22 април 1917 – 12 декември 1917)
- Генерал от пехотата Гюнтер фон Кирбах (12 декември 1917 – 31 юли 1918)
- Генерал от пехотата Хуго фон Катен – (31 юли 1918 – 14 декември 1918)

## Втора световна война
През Втора световна война е възобновена и командвана от генерал-полковник Йоханес Бласковиц. Активно взима участие в Полската кампания като част от Група армии „Юг“, водейки битки в южната част на страната, както и във Варшавското сражение, след това. По време на нападението над Франция, през 1940 г. е преименувана на 2-ра армия, преди отново да бъде част от Източния фронт.
От 22 септември 1943 г. преименувана на командна група „Кемпф“ (на немски: Armeeabteilung Kempf), разположена в южния сектор на фронта. Нейни части водят отбранителни битки в лявата половина на Украйна, отстъпвайки към Денпър в близост Кременчук и Черкаси.
След провелата се от страна на Червената армия Яшко-кишиневска операция по-късно, частите на 8-а армия са изтласкани чак до източната половина на Унгария, а след това и до чехословашката река Гран.
Преди окончателно да бъде разгромена от съюзническите сили, прави отчаяни опити в отбраната на Австрия.

### Състав на армията
Септември 1939 година:
- 10-и армейски корпус
- 13-и армейски корпус

Септември 1943 година:
- 47-и танков корпус
- 3-ти армейски корпус
- 11-и армейски корпус
- 42-ри армейски корпус

Януари 1944 година:
- 47-и танков корпус
- 3-ти армейски корпус
- 11-и армейски корпус

Ноември 1944 година:
- 29-й армейски корпус
- 1-ти корпус (унгарски)
- 9-и корпус (унгарски)

Април 1945 година:
- 4-ти танков корпус
- 43-ти армейски корпус
- 72-ри армейски корпус

#### Командири
- Генерал-полковник Йоханес Бласковиц – (1 август 1939 – 20 октомври 1939)
- Генерал от пехотата Ото Вьолер – (22 август 1943 – 27 декември 1944)
- Генерал от танковите войски Улрих Клеман – (22 декември 1944 – 28 декември 1944)
- Генерал от планинските войски Ханс Крайзинг – (28 декември 1944 – 8 май 1945)

#### Генерален щаб
- Генерал-лейтенант Ханс-Густав Фелбер

След 1943 г.:
- Генерал-лейтенант Д-р Ханс Шпидел Ауфщелунг – 15 май 1944
- Генерал-майор Хелмут Райнхарт – 15 май 1944 – 30 декември 1944
- Генерал-майор Карл Клоц – 30 декември 1944, разпуснат

|  | Тази страница частично или изцяло представлява превод на страницата 8th Army в Уикипедия на английски. Оригиналният текст, както и този превод, са защитени от Лиценза „Криейтив Комънс – Признание – Споделяне на споделеното“, а за съдържание, създадено преди юни 2009 година – от Лиценза за свободна документация на ГНУ. Прегледайте историята на редакциите на оригиналната страница, както и на преводната страница, за да видите списъка на съавторите. ВАЖНО: Този шаблон се отнася единствено до авторските права върху съдържанието на статията. Добавянето му не отменя изискването да се посочват конкретни източници на твърденията, които да бъдат благонадеждни. |